# ウルリッヒ・ファン・ホッベル
ウルリッヒ・ファン・ホッベル（Ulrich van Gobbel、1971年1月16日 - ）は、スリナム・パラマリボ出身の元オランダ代表サッカー選手である。現役時代のポジションはDF。

## 経歴
NACブレダ傘下のアマチュアクラス出身。1988年、ヴィレムIIと契約を結びプロデビューを果たした。1989年にオランダの名門フェイエノールトに移籍すると右サイドバックのレギュラーポジションを獲得。1992-93年のリーグ優勝をきっかけにオランダ代表へ初招集された。94年Ｗ杯アメリカ大会予選でフェイエノールトの同僚ション・デ・ウォルフと併用される形で右サイドバックを担当。W杯本戦ではグループリーグ初戦のサウジアラビア戦にスタメン出場したが、以降はスタン・ファルクスにポジションを譲る形となった。2シーズン海外のクラブでプレーした後、古巣のフェイエノールトへ復帰。2002年に引退した。
大柄ながら俊足で、敵を執拗にマークするプレーを得意とした。右サイドバックというポジションだが攻撃にはめったに参加せず、相手ウィングを封じるストッパー的な役割を担った。フェイエノールト時代は当時アヤックスの左ウィングだったペーター・ファン・フォッセンやマルク・オーフェルマルスと数々の名勝負を繰り広げた。

## 選手経歴
- 1988-1989  ヴィレムII
- 1989-1995  フェイエノールト
- 1995-1996  ガラタサライ
- 1996-1997  サウサンプトンFC
- 1997-2002  フェイエノールト